# Allan Holdsworth

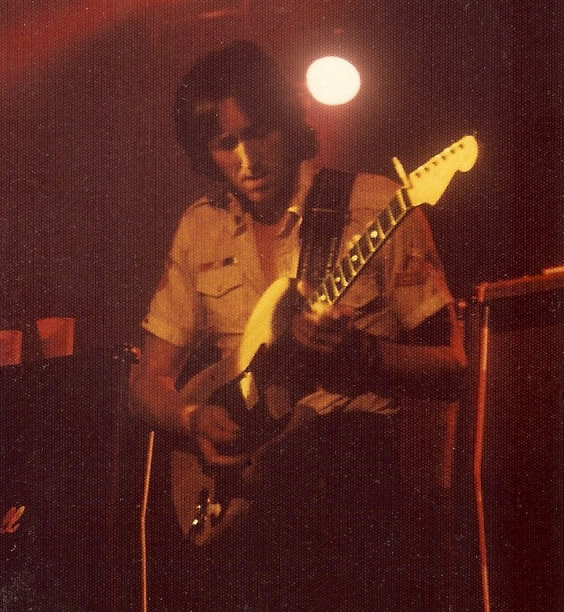
Allan Holdsworth

Allan Holdsworth (n. 6 august 1946, Bradford, Anglia, Regatul Unit – d. 15 aprilie 2017, Vista⁠(d), California, SUA) a fost un chitarist și compozitor englez. De-a lungul a peste patru decenii a cântat numeroase stiluri muzicale dar este cel mai cunoscut ca muzician de jazz fusion.

## Discografie

### Albume solo
- 1982: I.O.U.
- 1983: Road Games (EP)
- 1985: Metal Fatigue
- 1986: Atavachron
- 1987: Sand
- 1989: Secrets
- 1992: Wardenclyffe Tower
- 1993: Hard Hat Area
- 1996: None Too Soon
- 1999: The Sixteen Men of Tain
- 2001: Flat Tire: Music for a Non-Existent Movie
- 2003: All Night Wrong (album din concert)
- 2004: Then! (album din concert)
- 2005: The Best of Allan Holdsworth: Against the Clock (compilție)

### Collaborări
- 1979: Sunbird (cu Gordon Beck)
- 1980: The Things You See (cu Gordon Beck)
- 1988: With a Heart in My Song (cu Gordon Beck)
- 1996: Heavy Machinery (cu Jens Johansson și Anders Johansson)

### Alte collaborări
- 1969: 'Igginbottom's Wrench – 'Igginbottom
- 1972: Belladona – cu formația Nucleus
- 1973: Tempest – cu formația Tempest
- 1975: Bundles –  cu formația Soft Machine
- 1975: Believe It – cu The New Tony Williams Lifetime
- 1976: Million Dollar Legs – The New Tony Williams Lifetime
- 1976: Gazeuse! - Cunoscut si ca Expresso (I) –  cu formația Gong
- 1976: Capricorn Princess – cu Esther Phillips
- 1977: Enigmatic Ocean – cu Jean-Luc Ponty
- 1978: Expresso II – cu Gong
- 1978: Feels Good to Me – cu Bill Bruford
- 1978: U.K. – cu U.K.
- 1978: Live In Boston - cu U.K.
- 1979: One of a Kind – cu Bruford
- 1979: Time is the Key – cu Pierre Moerlen's Gong
- 1980: Conversation Piece – cu John Stevens
- 1981: Land of Cockayne – cu Soft Machine
- 1983: Individual Choice – cu Jean-Luc Ponty
- 1983: Retouch – cu John Stevens
- 1984: Transatlantic – cu Jon St. James
- 1986: Soma – cu Soma
- 1986: Change of Address –  cu formația Krokus
- 1986: Fast Impressions –cu  Jon St. James
- 1988: Radio Free Albemuth – cu Stuart Hamm
- 1988: If This Bass Could Only Talk – cu Stanley Clarke
- 1988: No Borders – cu Carl Verheyen
- 1988: The Distance Between – cu Strange Advance
- 1989: Attack of the Neon Shark – cu Alex Masi
- 1989: A Question of Time – cu Jack Bruce
- 1989: Guitar's Practicing Musicians – Various artists
- 1990: Truth in Shredding – cu The Mark Varney Project
- 1990: Silent Will – cu Andrea Marcelli
- 1990: Blue Tav – Steve Tavaglione
- 1990: Touching On - John Stevens
- 1991: Forty Reasons – Chad Wackerman
- 1991: Guaranteed – cu Level 42
- 1991: Love in Peace – cu Paz
- 1992: Lone Ranger – cu Jeff Watson
- 1993: The View – cu Chad Wackerman
- 1993: Come Together: Guitar Tribute to the Beatles – Various artists
- 1995: Suffer – cu Gongzilla
- 1995: Oneness – cu Andrea Marcelli
- 1995: Worlds Away & Back – Strange Advance
- 1996: Stare –  cu formația Gorky Park
- 1997: From Your Heart and Your Soul – cu Steve Hunt
- 1997: IOU Live - From 1985 Japanese Tour
- 2002: Pray For Rain - Atlantis
- 2003: BBC Radio 1971-1974 – Soft Machine
- 2003: Abracadabra –Soft Works
- 2004: Sonic Undertow – Riptyde
- 2004: Mythology – Derek Sherinian
- 2004: Book of the Dead – K2
- 2005: Nebula – David Hines
- 2005: Anthology/Live At Golders Green Hippodrome London - (BBC Radio 1 concert 1973) - Tempest
- 2006: Deconstruction of a Postmodern Musician – Corrado Rustici
- 2006: Floating World Live - Soft machine
- 2007: Prowlin' – Dan Carlin & Friends
- 2007: Quantum –  cu formația Planet X
- 2007: The Acatama Experience – Jean-Luc Ponty
- 2008: Progasaurus – Chris Buck
- 2009: Highway Star – Snew
- 2009: The Early Years - Paul Korda
- 2009: Propensity - Danny Thompson/John Stevens (înregistrat prima dată în 1978)

### DVD/Video-uri
- 1992: IOU Live in Japan 1985 (numai în Japonia pe laserdisk)
- 1997: Drums & Improvisation - Gary Husband VHS NTSC - (Holdsworth este intervievat & contribuie 3 piese)
- 2002: Live At The Galaxy Theatre- (DVD)
- 2005: Carvin: 60 Years In The Making: Featuring an extended interview with Allan Holdsworth amongst many others.
- 2006: Rock Goes To College - (DVD) - Bruford (From BBC Concert first broadcast in 1978)
- 2007: Allan Holdsworth & Alan Pasqua Featuring Chad Wackerman & Jimmy Haslip (Tribute To Tony Williams)-(DVD)
- 2007: REH Instructional & Concert: DVD Format - (Scos pe VHS in 1992)